# Sint-Urbanuskerk (Duivendrecht)
De Sint-Urbanuskerk is een van de twee kerken in Duivendrecht. De rooms-katholieke kerk van de Heilige Urbanus werd in 1878 opgetrokken in neoromaanse stijl naar ontwerp van architect Theo Asseler in opdracht van bouwpastoor Laurent. De kerk is op 16 juli 1879 geconsacreerd door Mgr. Snickers, de bisschop van Haarlem.

## Geschiedenis

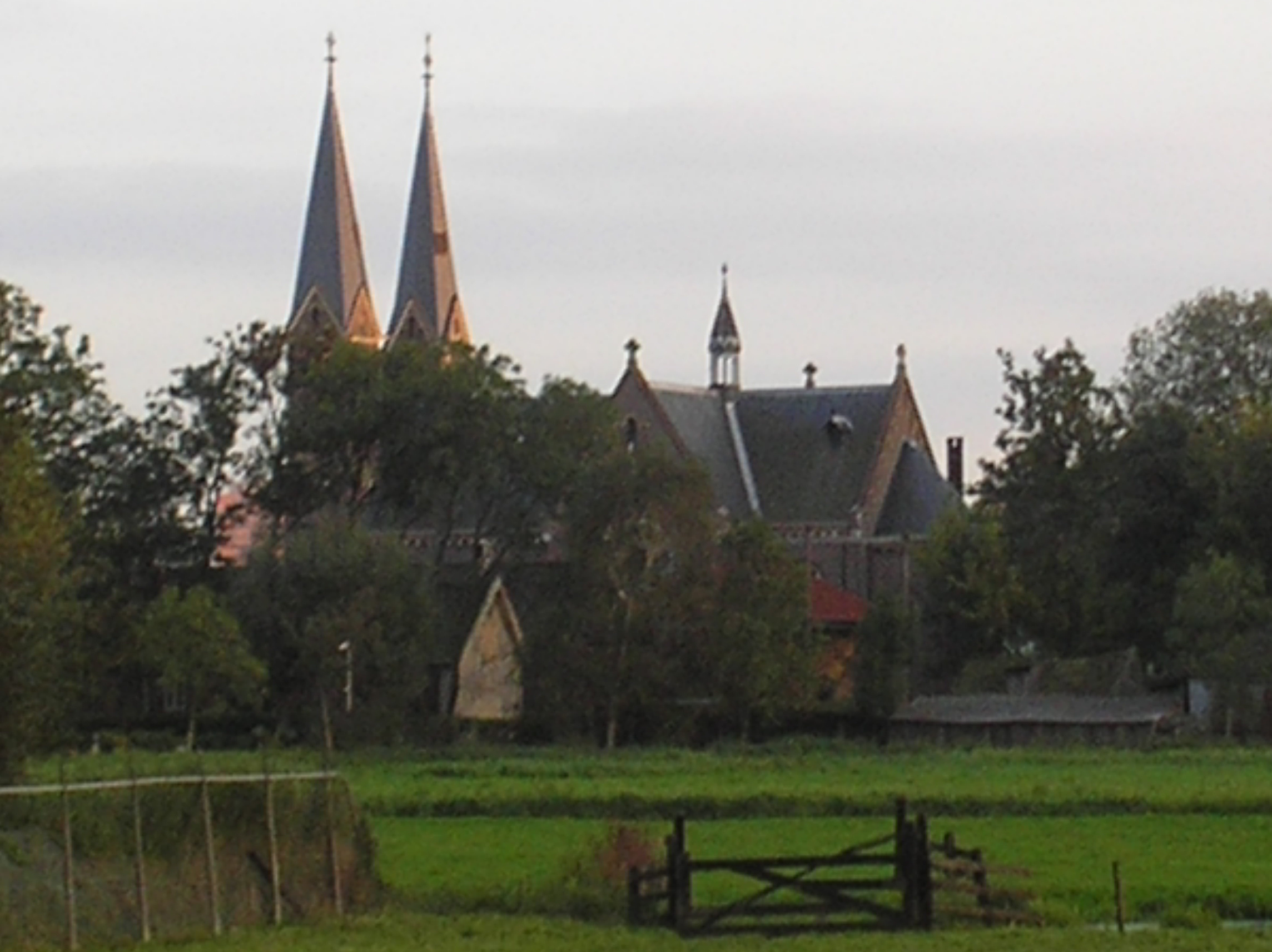

De kerk begon in 1350 als kapel, in 1461 gaf Paus Pius II toestemming om de Heilige Mis daar te vieren. In de tijd van de Hervorming, mochten er geen rooms-katholieke kerken meer bestaan, daardoor werd de kapel tussen 1587 (?) en 1653 gesloten. Vanaf 1673 kwamen er doopinschrijvingen en in 1858 werd Duivendrecht een parochie. De in 1653 in een boerderij ingerichte schuilkerk maakte in 1840 plaats voor een bescheiden nieuw kerkje zonder toren, gebouwd onder leiding van de Amsterdamse architect Robertus van Zoelen, die daartoe het ontwerp van Waterstaatsopzichter Hermanus Hendrik Dansdorp had aangepast. Aan het einde van de 19e eeuw werd er de huidige grote kerk gebouwd. Nog steeds is er een preekstoel uit de 19e eeuw aanwezig.
De twee torens, ongebruikelijk voor een dorpskerk, bestaan uit drie geledingen met torenspits, waarvan de eerste geledingen en de spitsen niet identiek zijn. De klokken zijn gegoten bij Petit en Fritsen te Aarle-Rixtel.

## Ligging
De kerk is goed bereikbaar omdat station Duivendrecht er pal naast ligt. In de jaren zeventig heeft pastoor Laan er voor geijverd de kerk te behouden, toen deze in haar voortbestaan werd bedreigd door de bouw van het station.
De kerk is beginpunt van de Bordjesroute, een "historische" wandeling door het dorp Duivendrecht. Duivendrecht is niet het enige dorp in Ouder-Amstel met een Sint-Urbanuskerk. Ook in Ouderkerk aan de Amstel staat er een. De naam is bijzonder en komt alleen voor in Ouder-Amstel, Nes aan de Amstel en Bovenkerk (vroeger Nieuwer-Amstel).